# Dieter Rodi
Dieter Rodi (* 20. Februar 1932 in Schwäbisch Gmünd) ist ein deutscher Biologe, Biologiedidaktiker, Naturschützer und Hochschullehrer.

## Leben
Rodi besuchte das Parler-Gymnasium Schwäbisch Gmünd, an dem er die Pflanzensammlung als Schüler betreute. Er studierte Biologie, Chemie, Geographie für das Lehramt an Gymnasien an den Universität Tübingen und Göttingen. Er bestand 1956 das Erste Staatsexamen. Seine Promotion zum Dr. rer. nat. erfolgte 1957 mit der Dissertation Die Vegetations- und Standortsgliederung im Einzugsgebiet der Lein in Tübingen. Das Zweite Staatsexamen absolvierte er 1958. Von 1958 bis 1964 leistete er Schuldienst an verschiedenen Gymnasien in Baden-Württemberg.
Rodi erhielt 1962 einen Lehrauftrag an der Pädagogischen Hochschule Schwäbisch Gmünd. In diesem Jahr trat er auch in den Gmünder Naturkundeverein ein, dem er lange als Vorsitzender vorstand und dessen Ehrenvorsitzender er ist. Von 1964 bis 1997 war er dort hauptamtlicher Dozent für Chemie und ihre Didaktik, bevor er 1969 als Professor für Biologie und ihre Didaktik berufen wurde. Sein Forschungsschwerpunkt gilt der Ökologie und dem Naturschutz sowie dem Ackerwildkrautschutz. Er engagiert sich vielfältig im Natur- und Artenschutz, so war er beispielsweise Sprecher des AK Naturschutz Ostwürttemberg. 1984 richtete er bei Brainkofen ein Feldflorareservat ein, das er mindestens bis in die 2010er-Jahre wissenschaftlich betreute. Auch zählte er zu den Begründern der Biologiedidaktik in den 1960er-Jahren. 1997 ging er in den Ruhestand, engagierte sich aber weiter im Bereich der Seniorenhochschule im Gmünder Naturkundeverein und im Naturschutz. Von 1997 bis 2002 wirkte er als Adjunct Professor für Biologie am University of Maryland College Schwäbisch Gmünd. 2016 richtete er einen Urweltgarten im Landschaftspark Wetzgau ein.
Rodi war ab 1981 bei den ersten zehn Jahrgängen Mitredakteur der Zeitschrift UNICORNIS, die vom Gmünder Museumsverein, dem Naturkundeverein Schwäbisch Gmünd und dem Museum für Natur und Stadtkultur Schwäbisch Gmünd herausgegeben wurde.
Rodi ist mit der Friedensaktivistin Lotte Rodi verheiratet.

## Ehrungen
- 1987: Verdienstkreuz am Bande des Verdienstordens der Bundesrepublik Deutschland[3]
- 1997: Treviranus-Medaille des Verbandes Deutscher Biologen[3][1]
- 2002: Ehrenvorsitz im Naturkundeverein Schwäbisch Gmünd[9][10]
- 2002: Verdienstmedaille des Landes Baden-Württemberg[11]
- 2009: Ehrennadel des Landesnaturschutzverbandes Baden-Württemberg[1][12]
- 2019: Ehrenmitglied des Leutze-Clubs[9][13]
- 2022: Ehrenmitglied der Gesellschaft für Naturkunde in Württemberg e. V.[14]

## Werke (Auswahl)
- Die Vegetations- und Standortsgliederung im Einzugsgebiet der Lein, Tübingen 1956.
- mit Ernst Waldemar Bauer: Biologiedidaktik als Wissenschaft, Aulis Deubner, Köln 1979.
- mit Friedrich Bay: Wirksamkeitsuntersuchungen von Ausgleichs- und Ersatzmassnahmen im Strassenbau: dargestellt am Beispiel B 29, Lorcher Baggerseen, Bundesminister für Verkehr, Abt. Strassenbau, Bonn-Bad Godesberg 1991.
- mit Dieter Eschenhagen und Ulrich Kattmann (Hrsg.): Handbuch des Biologieunterrichts, 8 Bände, Aulius Deubner, Köln 1988–1999.
- mit Dieter Eschenhagen und Ulrich Kattmann: Fachdidaktik Biologie, 4. Auflage, Aulis-Verlag, Köln 1998, ISBN 978-3-7614-2087-4.